# Acanalonia complanata
Acanalonia complanata är en insektsart som först beskrevs av Walker 1851.  Acanalonia complanata ingår i släktet Acanalonia och familjen Acanaloniidae. Inga underarter finns listade i Catalogue of Life.